# Nguyệt san Shōnen Gangan
Gekkan Shōnen Gangan (月刊少年ガンガン Nguyệt san Thiếu niên Gangan) là tạp chí tuyển tập manga xuất bản vào hàng tháng nhắm đến đối tượng shōnen, là nam giới ở độ tuổi thanh thiếu niên. Các manga xuất bản trên tạp chí thường có xu hướng xen lẫn thể loại hành động và phiêu lưu vào câu chuyện, đôi khi là khoa học viễn tưởng hoặc kỳ ảo. Shōnen Gangan do Enix (sau này là Square Enix) phát hành lần đầu vào năm 1991 để cạnh tranh với các tạp chí khác như Gekkan Shōnen Magazine, Gekkan Shōnen Jump và Shōnen Sunday Super.

## Manga xuất bản trong tạp chí

#### Series đang tiến hành
| Manga                                                                          | Số phát hành đầu tiên | Tác giả                       |
| ------------------------------------------------------------------------------ | --------------------- | ----------------------------- |
| Nagasarete Airantō (ながされて藍蘭島)                                          | tháng 1/2002          | Fujishiro Takeshi             |
| Cấm thư ma thuật Index (とある魔術の禁書目録)                                  | tháng 5/2007          | Kamachi Kazuma, Kogino Chuya  |
| Munō na Nana (無能なナナ)                                                      | tháng 6/2016          | Looseboy, Furuya Iori         |
| Eiyū Kyōshitsu (英雄教室)                                                      | tháng 10/2016         | Araki Shin, Kishida Koara     |
| Futoku no Guild (不徳のギルド)                                                 | tháng 7/2017          | Kawazoe Taichi                |
| Final Fantasy: Lost Strange                                                    | tháng 8/2017          | Minase Hazuki, Kameya Itsuki  |
| Kinsō no Vermeil (金装のヴェルメイユ)                                          | tháng 10/2017         | Amana Kōta, Umezu Yōko        |
| Urasekai Pinic (裏世界ピクニック)                                              | tháng 3/2018          | Miyazawa Iori, Mizuno Eita    |
| Chú già nuôi mèo ú (おじさまと猫 Ojisama to Neko)                              | tháng 4/2019          | Sakurai Umi                   |
| Shachiku-san wa Yōjo Yūrei ni Iyasaretai (社畜さんは幼女幽霊に癒されたい。)    | tháng 9/2019          | Arita Imari                   |
| One Room, Hiatari Futsuu, Tenshi-tsuki. (ワンルーム、日当たり普通、天使つき。) | tháng 10/2020         | matoba                        |
| Sentai Red Isekai de Bōkensha ni Naru (戦隊レッド 異世界で冒険者になる)        | tháng 11/2020         | Nakayoshi Koyoshi             |
| Owl Knight (オウルナイト)                                                      | tháng 6/2021          | Takatsu Karino                |
| Youhei to Shousetsuka (傭兵と小説家)                                           | tháng 6/2021          | Murayama Nachiyo, Minami Asou |
| Yomi no Tsugai ( 黄泉のツガイ)                                                 | tháng 1/2022          | Arakawa Hiromu                |
| Isekai Cheat Breakers (異世界チートブレイカーズ)                               | tháng 2/2023          | Amana Kota, Sasaki Yuuchan    |
| Barakamon (ばらかもん)                                                         | tháng 5/2023          | Yoshino Satsuki               |

#### Series đã hoàn thành
Đây là một danh sách chưa hoàn tất, và có thể sẽ không bao giờ thỏa mãn yêu cầu hoàn tất. Bạn có thể đóng góp bằng cách mở rộng nó bằng các thông tin đáng tin cậy.
| Manga | Thời gian phát hành | Thời gian phát hành | Tác giả                                         |
| Manga | Bắt đầu             | Kết thúc            | Tác giả                                         |
| --- | ------------------- | ------------------- | ----------------------------------------------- |
| 666 Satan (666〜サタン〜) | số tháng 9/2001     | số tháng 1/2008     | Kishimoto Seishi                                |
| Airou Douwa Akazukin! (愛狼童話 赤ずきん!) | số tháng 6/2014     | số tháng 1/2015     | Aogami Kazuki                                   |
| Akumademo Neko. (あくまでもネコ) | số tháng 6/1998     | số tháng 2/1999     | Wakano Takemi                                   |
| Akuma Jiten (悪魔事典) | số tháng 2/2002     | số tháng 12/2004    | Suyama Shinya                                   |
| ARTIFACT;RED (アーティファクトレッド) | số tháng 1/2001     | số tháng 10/2002    | Tahiko Kimura                                   |
| Chronos: Jiseidai Hanzai Jouhoushitsu (クロノス 次世代犯罪情報室) | số tháng 12/2014    | số tháng 4/2016     | Yuzuki Shou, Kaminaga Manabu                    |
| Chichi to Ko (ちちとこ) | số tháng 5/2013     | số tháng 4/2018     | Uchiko                                          |
| Code Age Archives: Saigo ni Ochitekita Shoujo (コード・エイジ アーカイヴズ ～最後におちてきた少女～)                                                                     | số tháng 3/2005     | số tháng 3/2006     | Aiya Kyu                                        |
| Crimson Prince (紅心王子 Kurenai Ōji) | số tháng 5/2007     | số tháng 10/2020    | Kuwahara Souta                                  |
| Dome Children (ドームチルドレン) | số tháng 12/2001    | số tháng 8/2002     | Fuua Yamasaki                                   |
| Doubt | số tháng 8/2007     | số tháng 3/2009     | Tonogai Yoshiki                                 |
| Do Aphorism (弩アホリズム) | số tháng 7/2018     | số tháng 11/2019    | Kujo Karuna                                     |
| Dragon Quest: Eden no Senshitachi (ドラゴンクエストエデンの戦士たち) | số tháng 2/2001     | số tháng 1/2006     | Fujiwara Kamui                                  |
| Dragon Quest Monsters+ (ドラゴンクエストモンスターズ+) | số tháng 4/2000     | số tháng 3/2003     | Yoshizaki Mine                                  |
| Dragon Quest Retsuden: Roto no Monshō (ドラゴンクエスト列伝 ロトの紋章)                                                                                                  | 1991                | 1997                | Fujiwara Kamui, Koyanagi Junji, Kawamata Chiaki |
| Dragon Quest: Maboroshi no Daichi (ドラゴンクエスト 幻の大地) | 1997                | tháng 1/2001        | Kanzaki Masomi                                  |
| Eisei Usagi TV (衛星ウサギテレビ) | số tháng 6/2006     | số tháng 10/2007    | Etou Hiroyuki                                   |
| Elf to Shuryoushi no Item Koubou (エルフと狩猟士のアイテム工房) | số tháng 4/2018     | số tháng 3/2021     | Aoi Umetarou                                    |
| Go Go! Purin Teikoku (GOGO!ぷりん帝国) | số tháng 2/1996     | số tháng 4/2000     | Kubota Makoto                                   |
| Good Morning Beethoven (グッドモーニング・ベートーヴェン) | số tháng 1/2017     | số tháng 1/2018     | Itou Shamu, Sano Arihide                        |
| Gremlins Experience (グレペリ) | số tháng 8/2003     | số tháng 6/2004     | Takuma Tomomasa                                 |
| Guilty Crown (ギルティクラウン) | số tháng 11/2011    | số tháng 12/2013    | Mizuki Shion, Miyagi Yousuke                    |
| Hero Tales (獣神演武 Juushin Enbu) | số tháng 6/2009     | số tháng 9/2010     | Arakawa Hiromu, Zhou Huang Jin                  |
| Ikitemasu ka? Honda-kun (生きてますか? 本田くん) | số tháng 8/2016     | số tháng 3/2018     | Tonogai Yoshiki                                 |
| Im Im (Im〜イム〜) | số tháng 2/2015     | số tháng 8/2018     | Morishita Makoto                                |
| Inou Maze (異能メイズ) | số tháng 7/2016     | số thâng 5/2018     | Yamada J-ta, Okada Shinich                      |
| Isekai de Saikyou no Tsue ni Tensei shita Ore ga Iyagaru Shoujo wo Muriyari Mahou Shoujo ni P suru! (異世界で最強の杖に転生した俺が嫌がる少女を無理やり魔法少女にPする!) | số tháng 4/2017     | số tháng 4/2019     | Sakurai Tsutsushi, Takashima Daisuke            |
| Joou Kishi Monogatari (女王騎士物語) | số tháng 8/2003     | số tháng 10/2007    | Shimomura Tomohiro                              |
| Judge | số tháng 2/2010     | số tháng 9/2012     | Tonogai Yoshiki                                 |
| Kaisei no Caricature (廻生のカリカチュア) | số tháng 10/2015    | số tháng 1/2017     | Gokurakuin Sakurako, Mogi Hiromu, Gouto Sora    |
| Kimi to Boku. (君と僕。) | số tháng 3/2003     | số tháng 6/2004     | Hotta Kiichi                                    |
| Kingdom Hearts 358/2 Days (キングダム ハーツ 358/2 Days) | số tháng 9/2009     | số tháng 10/2012    | Amano Shiro, Nomura Tetsuya                     |
| Kingdom Hearts II (キングダム ハーツII) | số tháng 6/2006     | số tháng 6/2015     | Amano Shiro, Nomura Tetsuya                     |
| Kingdom Hearts: Chain of Memories (キングダム ハーツ チェイン オブ メモリーズ)                                                                                           | số tháng 4/2005     | số tháng 4/2006     | Amano Shiro                                     |
| Kiryuu Senki Nargas (輝竜戦鬼ナーガス) | số tháng 4/1991     | số tháng 10/1994    | Masuda Haruhiko                                 |
| Koisuru Michiru Ojousama (恋するみちるお嬢様) | số tháng 4/2012     | số tháng 5/2013     | Wakabayashi Toshiya                             |
| Kuro no Tantei (黒の探偵) | số tháng 3/2013     | số tháng 8/2015     | Hioka Yen                                       |
| Kyou no Cerberus (今日のケルベロス) | số tháng 10/2013    | số tháng 6/2018     | Sakurai Ato                                     |
| Majo no Geboku to Maou no Tsuno (魔女の下僕と魔王のツノ) | tháng 5/2014        | tháng 1/2022        | Mochi                                           |
| Onikiri-sama no Hakoiri Musume (鬼切様の箱入娘) | số tháng 7/2006     | số tháng 10/2010    | Uraku Akinobu                                   |
| Ore no Kanojo ni Nanika Youkai (俺の彼女に何かようかい) | số tháng 10/2011    | số tháng 5/2020     | Takatsu Karino                                  |
| Ousama no Mimi wa Okonomimi (王様の耳はオコノミミ) | 2004                | 2008                | Natsumi Kei                                     |
| PEACE MAKER Kurogane (PEACE MAKER鐵) | số tháng 5/1999     | số tháng 9/2001     | Kurono Nanae                                    |
| Saisei no Phantasma (再世のファンタズマ) | số tháng 8/2015     | số tháng 7/2017     | Akahito Yoshiichi                               |
| Saki Achiga-hen: Episode of Side-A (咲-Saki- 阿知賀編 episode of side-A)                                                                                                 | số tháng 9/2011     | số tháng 4/2013     | Igarashi Aguri, Kobayashi Ritz                  |
| Satomi☆Hakkenden (里見☆八犬伝) | 1997                | 2001                | Yoshimura Natsuki                               |
| Secret | số tháng 11/2013    | số tháng 3/2015     | Tonogai Yoshiki                                 |
| Shikabane Hime (屍姫) | số tháng 5/2005     | số tháng 9/2014     | Akagito Yoshiichi                               |
| Shitateya Koubou Artelier Collection (仕立屋工房 Artelier Collection) | số tháng 5/2009     | số tháng 6/2011     | Hioka Yen                                       |
| Sky Blue (スカイブルー) | số tháng 7/2010     | số tháng 3/2012     | Kobayashi Daiki                                 |
| Slime Tensei. Taikensha ga Youjo Elf ni Dakishimeraretemasu (スライム転生。大賢者が養女エルフに抱きしめられてます贤者转生史莱姆与养女开始全新生活)                       | số tháng 8/2018     | số tháng 4/2021     | Rui Tsukiyo, Kinako Warabimochi                 |
| Spiral: Suiri no Kizuna (スパイラル 〜推理の絆〜) | số tháng 9/1999     | số tháng 11/2005    | Shirodaira Kyou, Mizuno Eita                    |
| Star Ocean: Blue Sphere (スターオーシャン ブルースフィア) | số tháng 3/2002     | số tháng 4/2005     | Mizuki Aoi                                      |
| Star Ocean soshite toki no kanata e (スターオーシャン そして時の彼方へ)                                                                                                  | số tháng 4/1998     | số tháng 10/1998    | Ataru Kajiba                                    |
| Star Ocean: The Second Story (スターオーシャン セカンドストーリー) | số tháng 11/1998    | số tháng 10/2001    | Azuma Mayumi                                    |
| Star Ocean: Till the End of Time (スターオーシャン Till the End of Time)                                                                                                 | số tháng 6/2003     | số tháng 11/2005    | Kanda Akira                                     |
| Sukedachi 09 (Sukedachi 09) | số tháng 11/2014    | số tháng 8/2016     | Kishimoto Seishi                                |
| Tabi to Gohan to Shuumatsu (旅とごはんと終末世界) | số tháng 1/2018     | 2020                | Fumino Nagi                                     |
| Tenchuu×Shinkyoku (天誅×神曲) | số tháng 11/2016    | số tháng 9/2017     | Yoshida Morohe                                  |
| Toaru Majutsu no Index: Endymion no Kiseki (とある魔術の禁書目録 エンデュミオンの奇蹟)                                                                                   | số tháng 3/2013     | số tháng 11/2013    | Kamachi Kazuma, Asakura Ryousuke                |
| Totsugeki! Pappara-tai (突撃！パッパラ隊) | số tháng 4/1991     | số tháng 8/2000     | Matsuzawa Natsuki                               |
| Toaru Nichijou no Index-san (とある日常のいんでっくすさん) | số tháng 10/2013    | số tháng 6/2016     | Kamachi Kazuma, Mijin Kouka                     |
| Tozasareta Nergal (閉ざされたネルガル) | số tháng 2/2007     | số tháng 10/2010    | Aruma Rumi                                      |
| Tripeace (トライピース) | số tháng 3/2008     | số tháng 9/2011     | Maru Tomoyuki                                   |
| Twin Signal (ツインシグナル) | số tháng 12/1992    | số tháng 5/2000     | Oshimizu Sachi                                  |
| Umineko no Naku Koro ni Chiru Episode 7: Requiem of the Golden Witch (うみねこのなく頃に散 episode7 - Requiem of the golden witch)                                       | số tháng 5/2011     | số tháng 4/2015     | Mizuno Eita, Ryukishi07                         |
| UNKNOWN (アンノウン) | số tháng 4/2013     | số tháng 10/2014    | Yoshimura Tsumuji                               |
| Valkyrie Profile (ヴァルキリープロファイル) | số tháng 3/2000     | số tháng 2/2001     | Hijikata Yuu                                    |
| Vampire Jūji-Ka (ヴァンパイア十字界) | số tháng 9/2003     | số tháng 3/2007     | Shirodaira Kyo, Kimura Yuri                     |
| Z MAN (ゼットマン) | số tháng 5/1991     | số tháng 11/1995    | Nishikawa Hideaki                               |
| Zai x 10 (罪×10) | số tháng 9/2014     | số tháng 9/2015     | Yamauchi Yasunobu                               |
| Zetsuen no Tempest (絶園のテンペスト) | số tháng 8/2009     | số tháng 11/2013    | Shirodaira Kyō, Sano Arihide                    |